# Chrześcijańska prawica
Chrześcijańska prawica (ang. Christian Right) – prawicowe i chrześcijańskie grupy polityczne, charakteryzujące się zdecydowanym wsparciem dla konserwatyzmu społecznego i tradycjonalizmu. Chrześcijańscy konserwatyści pragną stosować zasady chrześcijaństwa w polityce jako takiej oraz w polityce państwowej, promując wartości chrześcijańskie w polityce państwa i stanowionego prawa. W Stanach Zjednoczonych chrześcijańska prawica jest luźną koalicją skupioną przede wszystkim wokół społeczności ewangelikalnych i rzymskokatolickich. 
Jest ona najsilniejsza w stanach Południa (pas biblijny), gdzie zastąpiła rdzeń Partii Republikańskiej. Wśród postulatów chrześcijańskiej prawicy należy wymienić wsparcie dla traktowania kreacjonizmu i koncepcji inteligentnego projektu jako równorzędnych wobec teorii ewolucji w programie nauczania szkół publicznych, abstynencję seksualną do momentu zawarcia małżeństwa, zniesienie zakazu modlitw szkolnych oraz poparcie dla syjonizmu chrześcijańskiego. Przedstawiciele tego ruchu sprzeciwiają się aborcji, eutanazji, małżeństwom osób tej samej płci, wykorzystywaniu zarodkowych komórek macierzystych oraz holistycznej edukacji seksualnej.
Poza frakcją Partii Republikańskiej, do partii o profilu chrześcijańsko-prawicowym zaliczyć można m.in. Fidesz, Prawo i Sprawiedliwość, Konfederację Wolność i Niepodległość i Polityczną Partię Protestantów.